# Ropscha-Palast

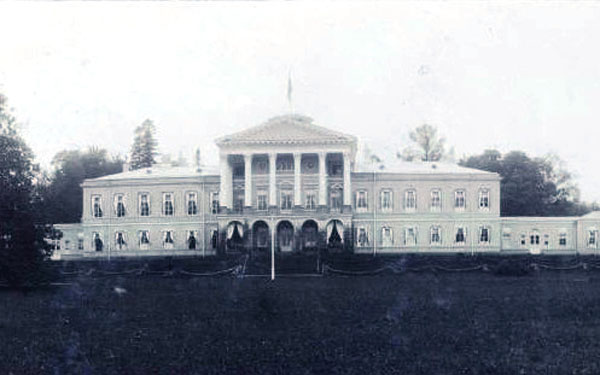
Der Palast vor 1917

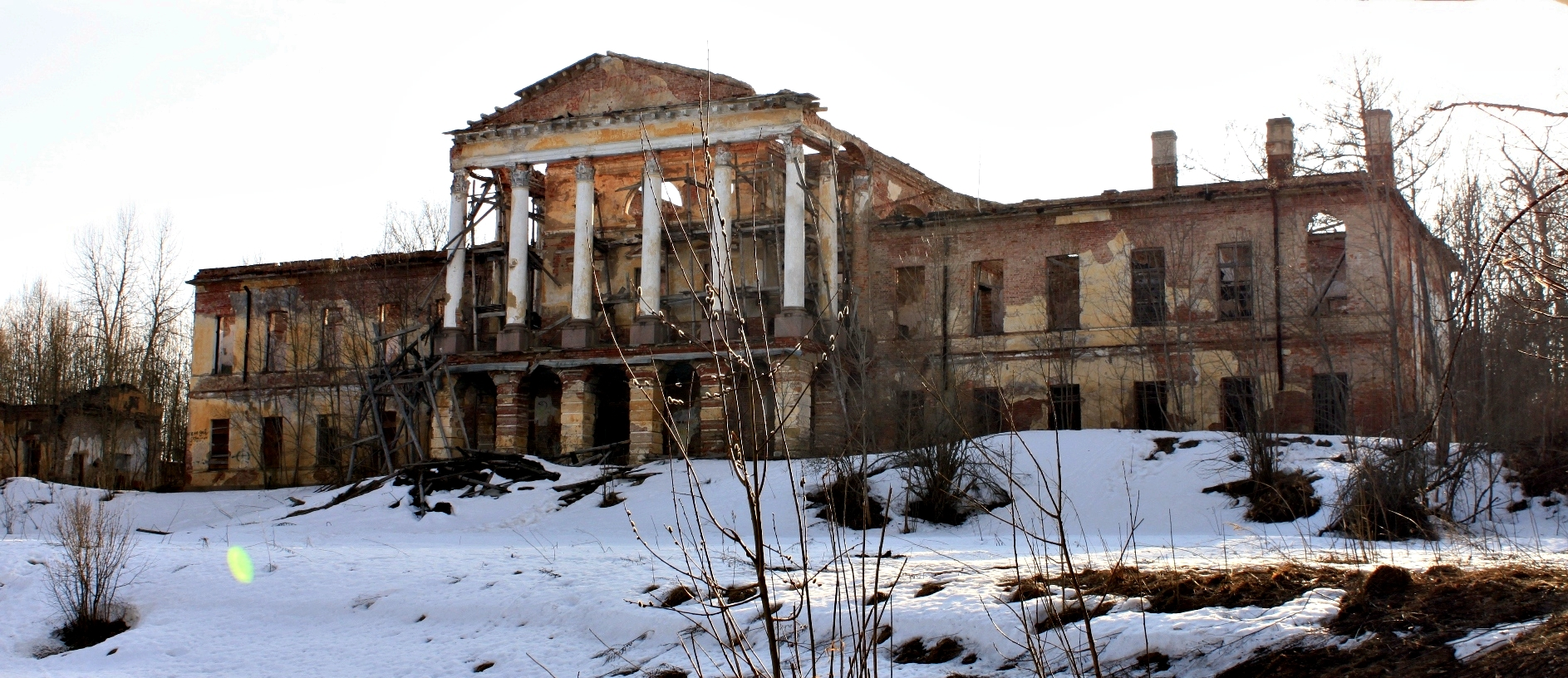
Die Ruine des Ropscha-Palastes (vor 2015)

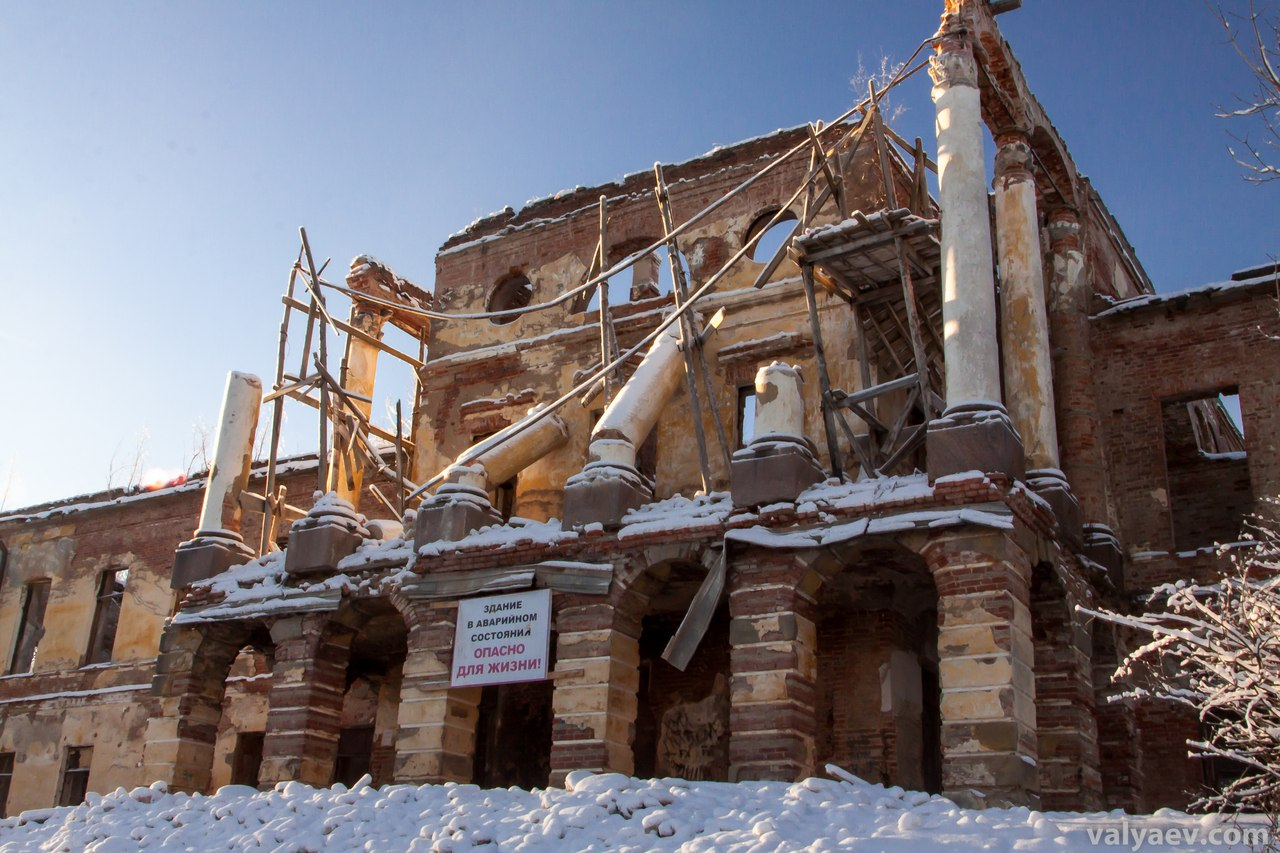
Kollabierte Säulen im Jahr 2015

Beim Ropscha-Palast handelt es sich um einen ehemaligen Landsitz der Romanows südwestlich von Sankt Petersburg, von dem nur noch eine Ruine übrig ist. 
Das Ensemble aus Park und Palast ist seit 1990 als UNESCO-Welterbe gelistet. 
Im Jahr 2016 kündigte der russische Ölkonzern Rosneft zwar an, das Anwesen wieder aufbauen zu wollen, bis Anfang 2020 waren allerdings lediglich ein Baugerüst und ein Bauzaun errichtet worden.

## Geschichte
Während der Regentschaft Peters des Großen gab es in diesem Gebiet einen Holzbau. Um 1750 wurde unter Kaiserin Elisabeth mit der Anlage eines Gebäudekomplexes unter der Leitung Bartolomeo Rastrellis begonnen. Der Nachfolger Peter III. wurde gestürzt und verstarb unter ungeklärten Umständen auf Ropscha. Nach der Übergabe an Grigori Orlow wurde das Anwesen verlassen. Nach einem Handwechsel 1785 folgte die Anlage eines Gartens. Ab der fünfjährigen Regentschaft Pauls des Ersten war der Palast erneut ein Anwesen des Herrschers.
Auch im 19. Jahrhundert wurden viele Bestandteile des Gartens wieder instand gestellt. Im Jahr 1825 übertrug der neue Kaiser Nikolaus I. das Anwesen seiner Kaiserin Alexandra. Der spätere Kaiser Nikolaus II. hielt sich hier für die Jagd auf.
Nach der Oktoberrevolution wurde der Besitz verstaatlicht. Anschließend wurde das Gelände unter anderem als Standort für die Fisch-, Vieh- und Vogelzucht sowie weitere Betriebe genutzt.
Im Zweiten Weltkrieg diente der Palast während der Leningrader Blockade den deutschen Truppen als Hospital, nach dem Krieg wurde das Anwesen trotz der Beschädigung durch die abziehenden deutschen Truppen (die es 1944 in Brand setzten)  restauriert.
In den 1970er-Jahren wurde die Nutzung aufgegeben und in den 1980er Jahren begann der Zerfall zur Ruine. Brücken und Wasserbauten im Garten sind vermutlich nicht mehr erhalten.
Obwohl das Ensemble aus Park und Palast seit 1990 als UNESCO-Welterbe gelistet wird, setzte sich der Verfall bis 2016 permanent fort. Von den markanten sechs Säulen der Bogenhalle stürzten fünf im Jahr 2015 ein.
Das russischen Kulturministerium bewilligte daraufhin über 200.000 Euro (15 Millionen Rubel) zur Rettung des Bauwerkes, jedoch werden die Gesamtkosten für eine vollständige Sanierung auf etwa 72 Millionen Euro geschätzt, was etwa 5 Milliarden Rubel entspricht.
Der Ölkonzern Rosneft kündigte 2016 an, das Gelände für 99 Jahre zu mieten und den Ropschinski-Palast restaurieren zu wollen. Das Hauptgebäude sollte anschließend für Touristen zugänglich gemacht werden.

Stadien des Zerfalls
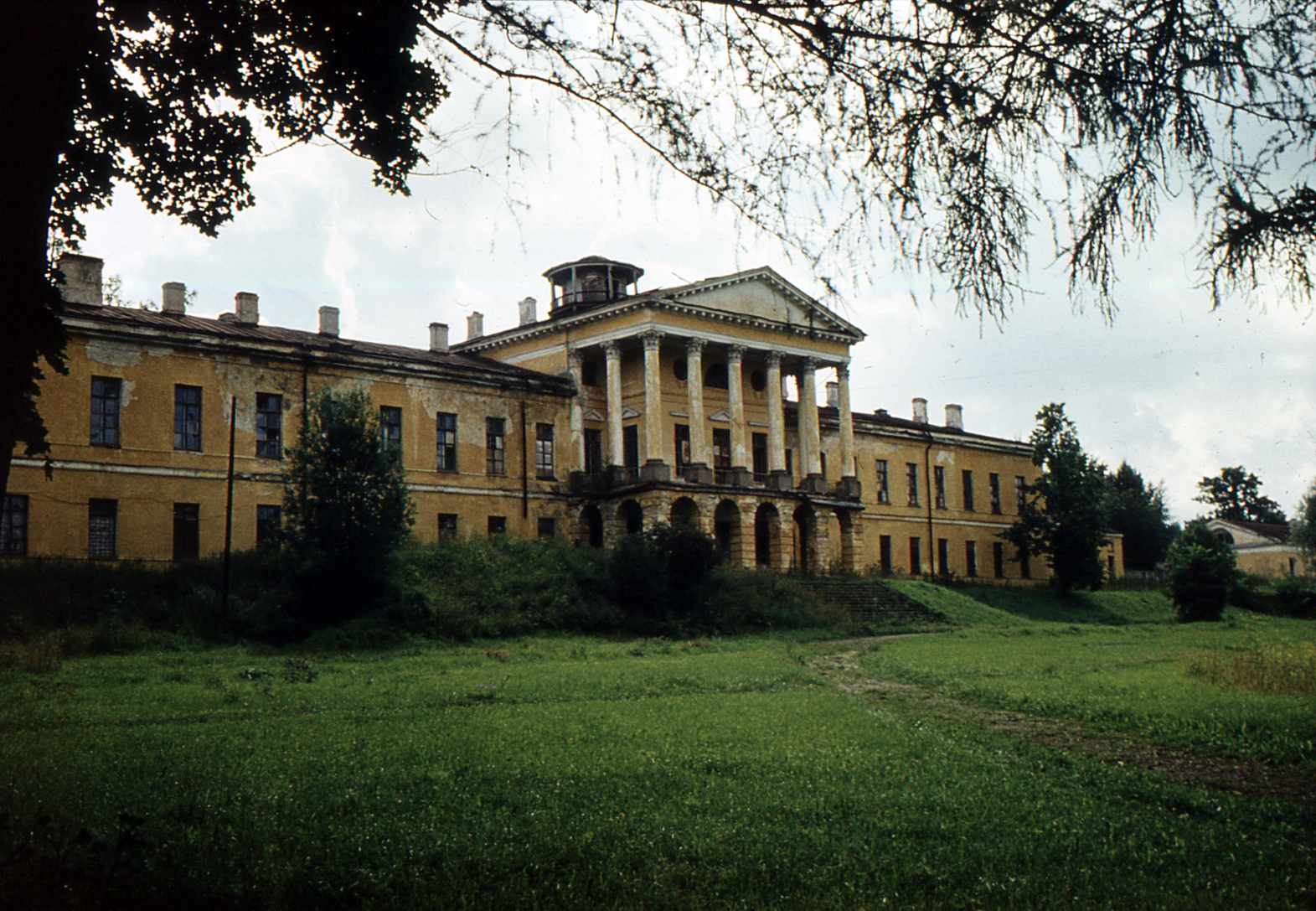
Zustand 1974 mit halbwegs intaktem Dach
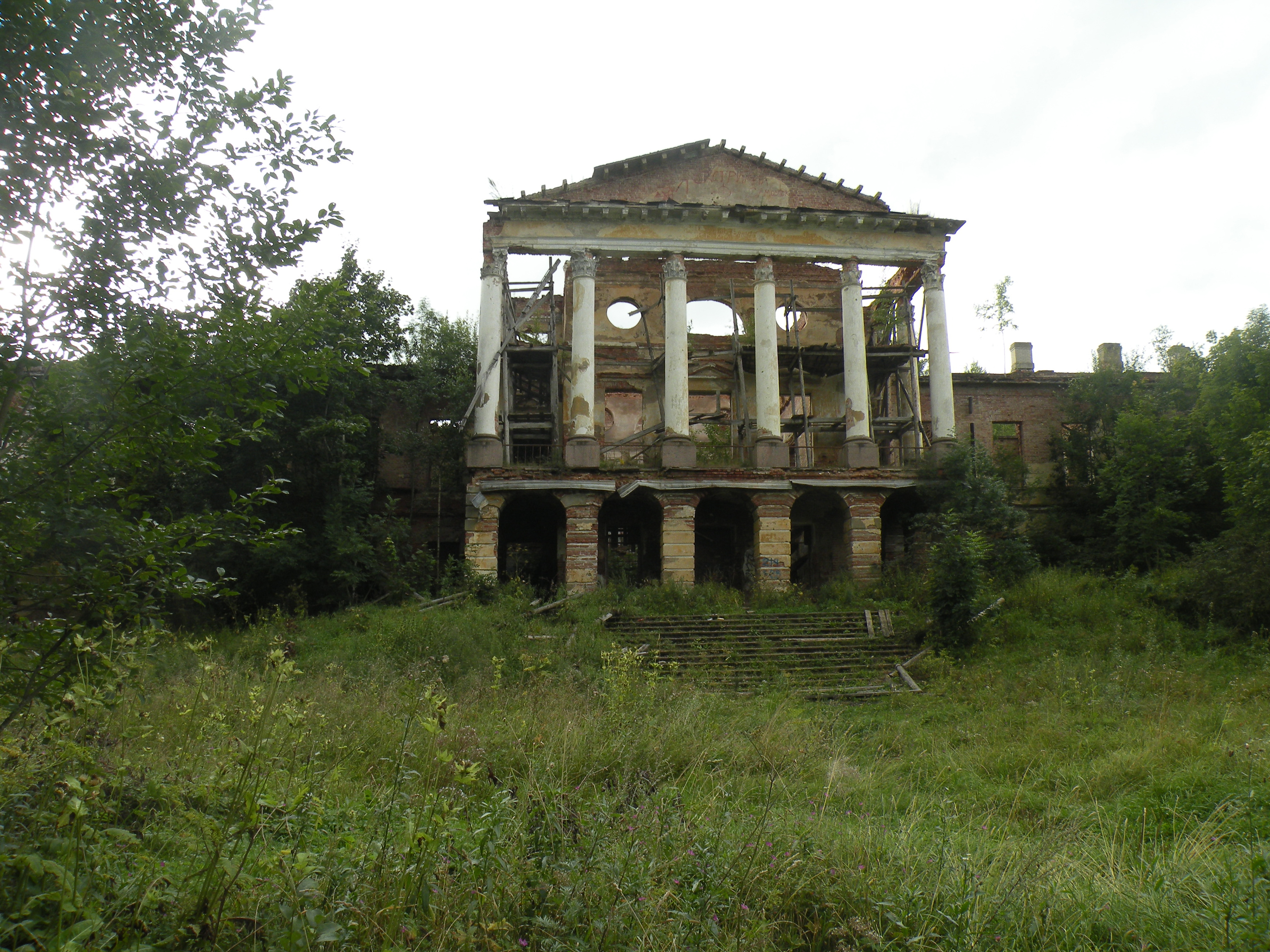
Zustand 2012
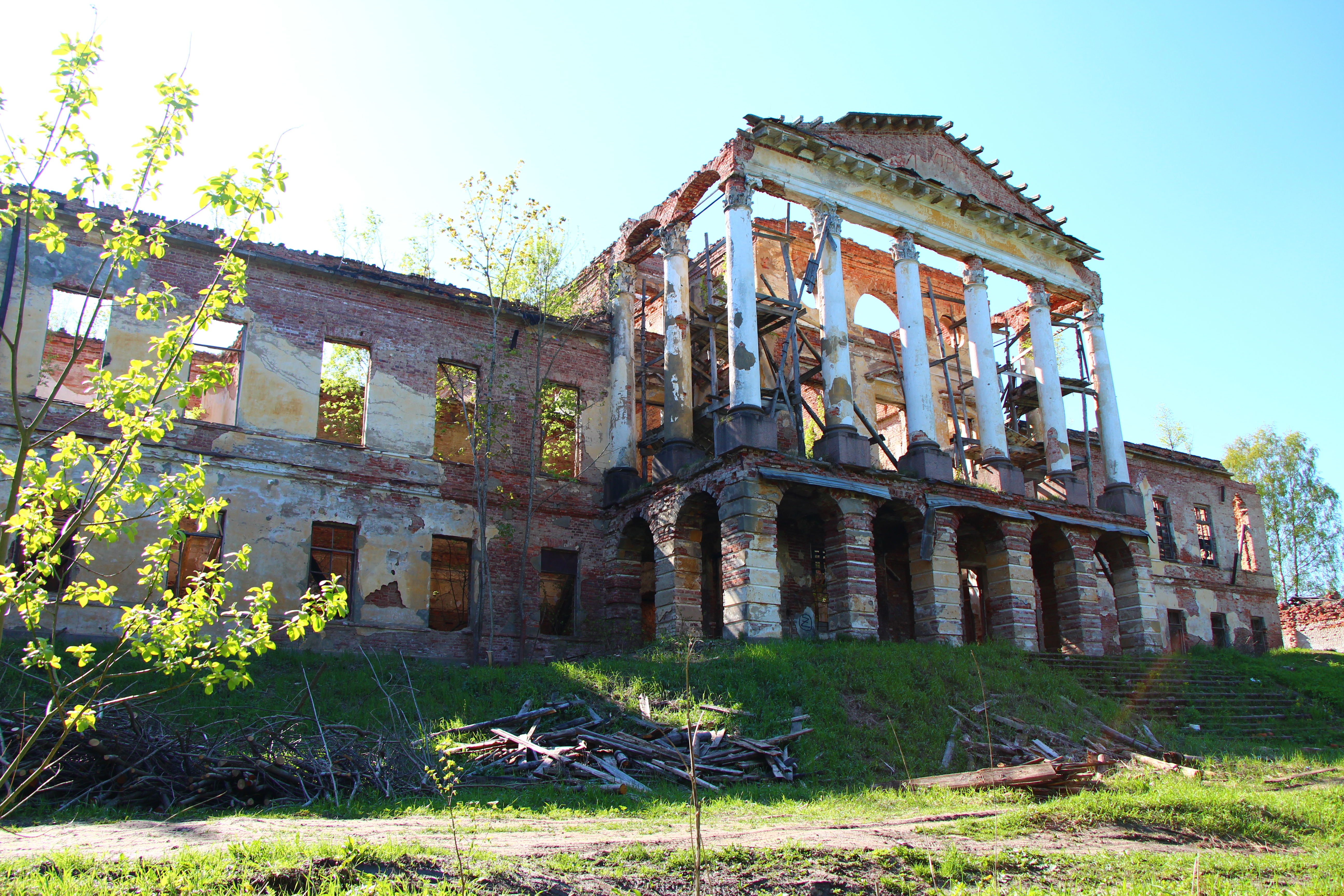
Die Ruine des Ropscha-Palastes, 2014
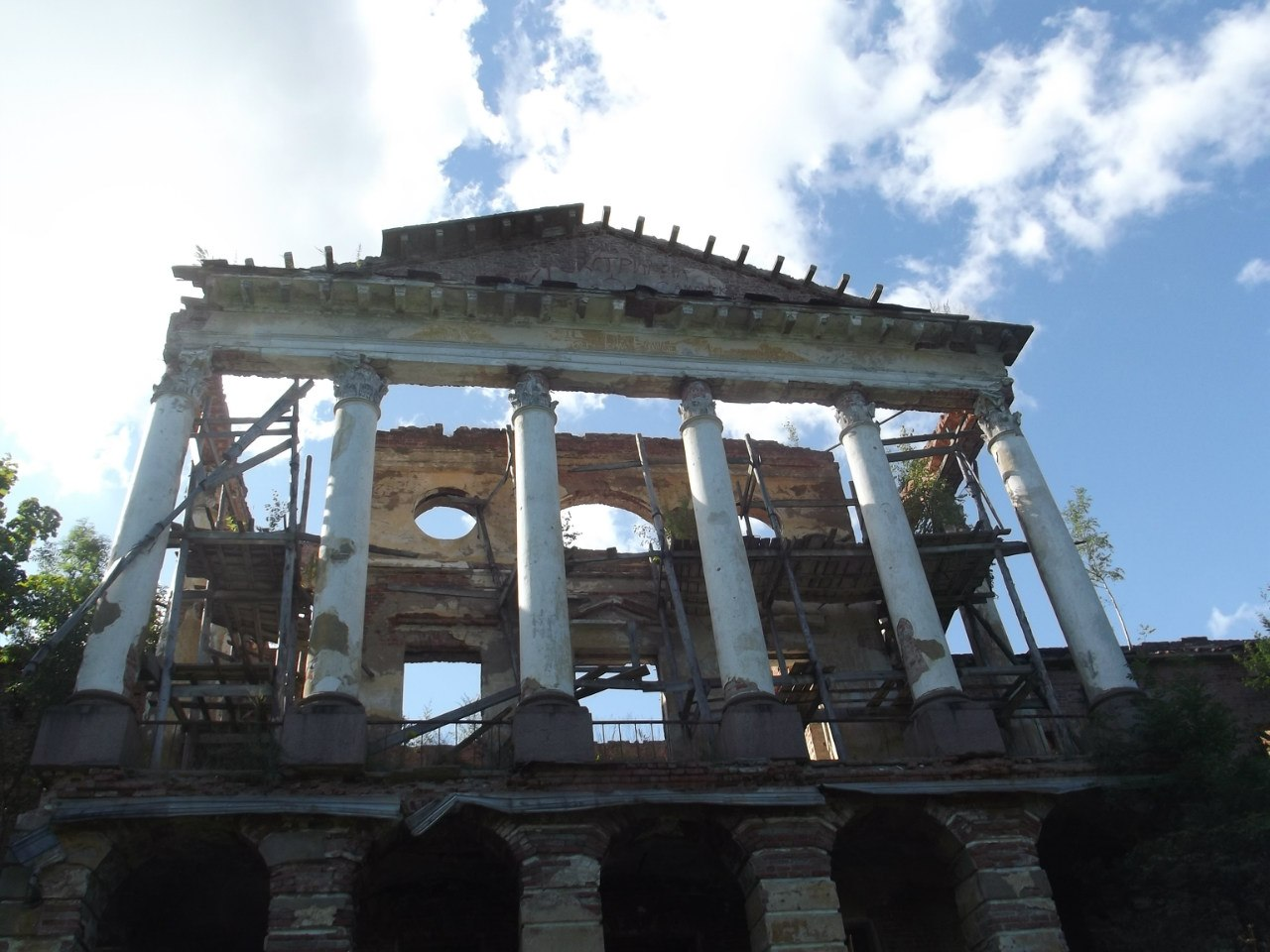
Kurz vor dem Einsturz der Säulen, 2015
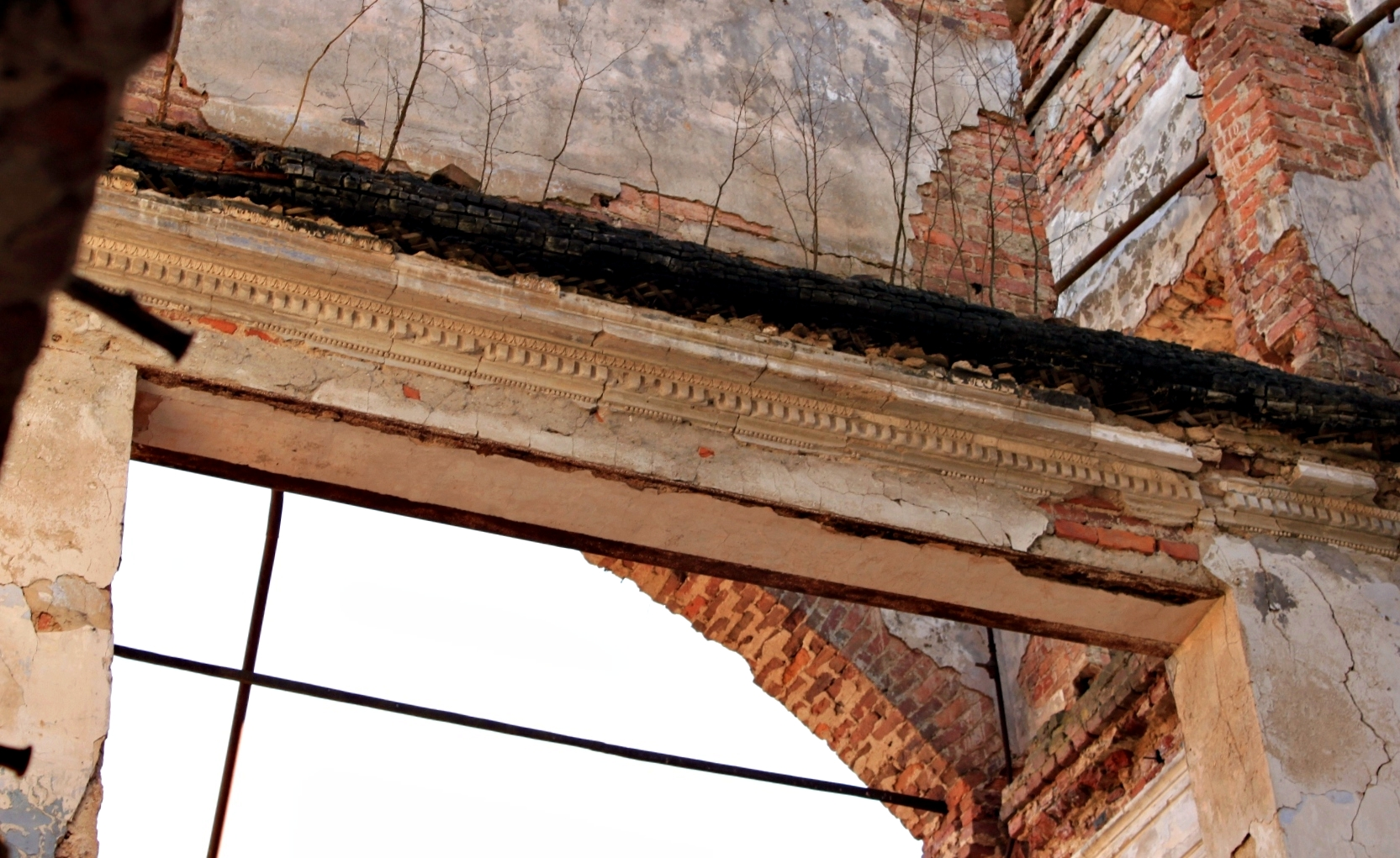
Innenansicht mit jungen Bäumen
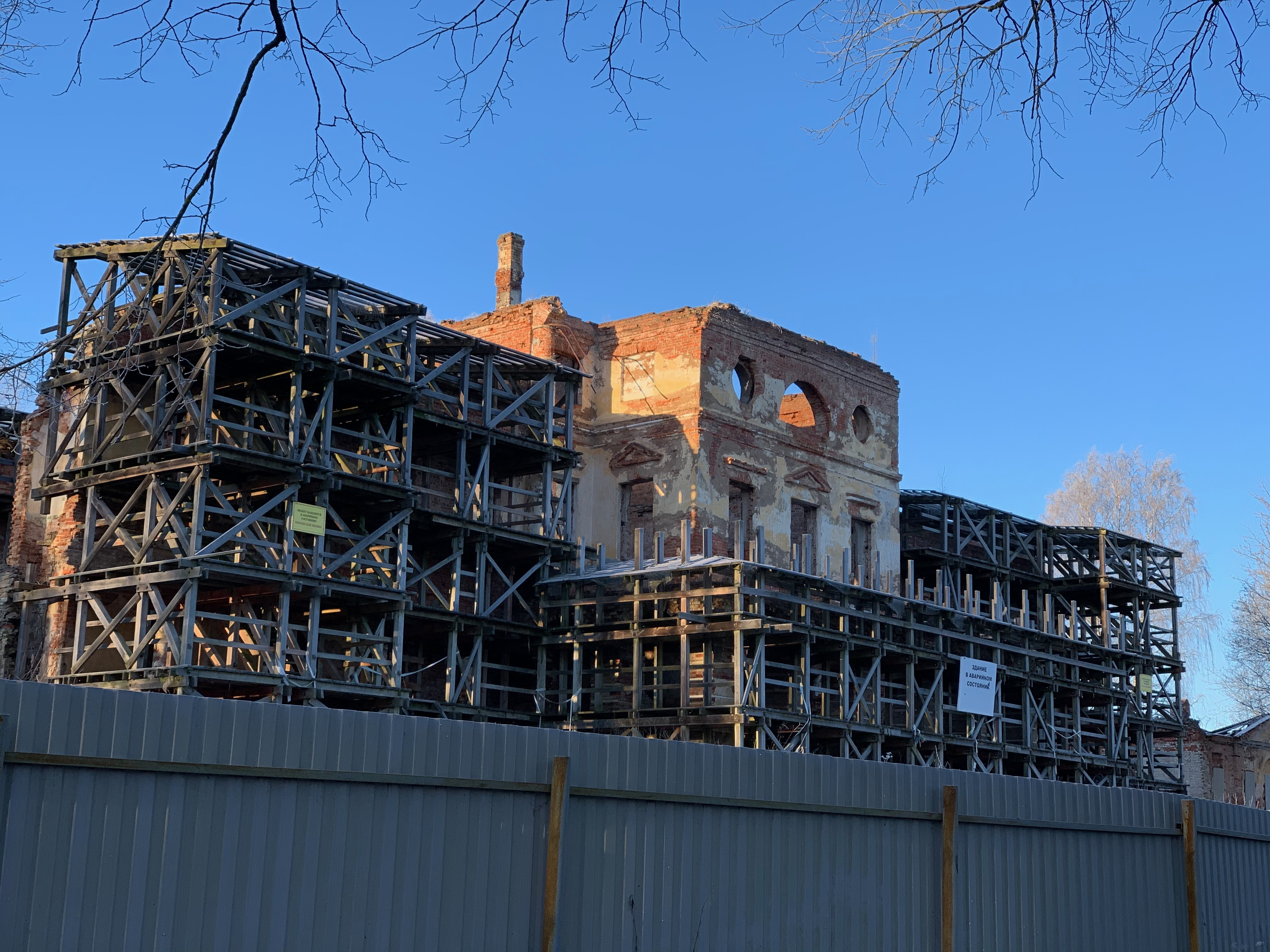
2020, mit Bauzaun